# Wheelers Partnergrundel
Wheelers Partnergrundel (Amblyeleotris wheeleri) lebt in flachen Lagunen auf Sandböden im tropischen Indopazifik, von Ostafrika bis zu den Fidschi-Inseln, nördlich bis zum südlichen Japan, südlich bis zum Great Barrier Reef in Tiefen von 5 bis 15, seltener bis 50 Metern.

## Merkmale
Wheelers Partnergrundel wird 6,5 bis 8 cm lang. Ihr Körper ist zylinderförmig und mit rotbraunen und weißen Querbinden gemustert. Rücken- und Schwanzflosse sind mit rotbraunen Punkten bedeckt, ein rotbraunes Band zieht sich entlang der Afterflossenbasis. Auf dem unteren Teil der Schwanzflosse befindet sich ein rotbrauner Strich. Die Bauchflossen sind nach grundelart zusammengewachsen und blau gepunktet.
- Flossenformel: Dorsale VII/12, Anale I/12.

## Lebensweise
Wheelers Partnergrundel lebt meist paarweise und in Symbiose mit den Knallkrebsen Alpheus ochrostriatus oder Alpheus djeddensis in einer Höhle in von groben Kalkstücken, Korallenbruch und Sand gebildeten Meeresböden. Der fast blinde Knallkrebs gräbt die Höhle, hält mit den Fühlern ständig Kontakt mit den Grundeln und wird von diesen bei Gefahr gewarnt. Die Grundeln ernähren sich vor allem von bodenbewohnenden Kleinkrebsen (z. B. Flohkrebse).